# ILY:1
ILY:1 (кор. 아일리원, читається як Айліван) — південнокорейський жіночий гурт, сформований FC ENM у 2022 році. Гурт складається з шести учасниць: Хани, Ари, Рони, Ріріки, Наї та Елви. Вони дебютували 4 квітня 2022 року з сингл-альбомом Love in Bloom.

## Назва
Назва гурту «ILY:1» є комбінацією «я» і «-ly», що означає «я люблю себе». «1» представляє окремих учасниць гурту з їхніми унікальними характеристиками. «ILY» також є абревіатурою від англ. «I Love You» (укр. «Я люблю тебе»).

## Кар'єра

### Додебютний період
У 2018 році Рона була стажисткою у TPE48 (наразі відома як AKB48 Team TP).
У 2020 році Ріріка була учасницею японського реаліті-шоу на виживання Nizi ProjectNizi Project, але вибула.
Хана та Ріріка були учасницями японсько-корейського проєктного дівочого гурту Orange Latte, гурт діяв деякий час і розпався у 2021 році. Того ж року Хана, Рона, Ріріка та Ара були учасницями реаліті-шоу на виживання Girls Planet 999, але не потрапили до остаточного дебютного складу.

### 2022— донині: дебют ізLove in Bloom,Que Sera SeraтаTwinkle, Twinkle

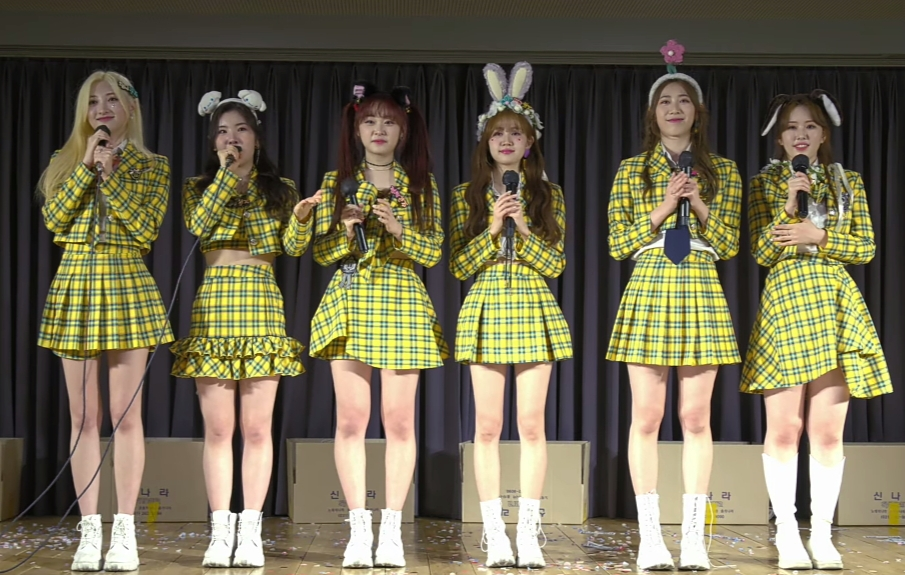
ILY:1 у квітні 2022

5 січня 2022 року було підтверджено, що офіційний дебют ILY:1 відбудеться в березні 2022 року. Спочатку планувалося, що ILY:1 дебютують 15 березня 2022 року, випустивши свій перший сингл-альбом Love in Bloom, а також проведуть свій перший шоу-кейс для фанатів в той же день і випустять попередній сингл «Azalea» 11 березня 2022. Однак 11 березня FC ENM оголосили про перенесення дебюту на 4 квітня через наслідки COVID-19.
4 квітня 2022 року ILY:1 офіційно дебютували з сингл-альбомом Love in Bloom з однойменним головним треком.
19 липня 2022 року ILY:1 випустили свій другий сингл-альбом Que Sera Sera.
5 січня 2023 року ILY:1 випустили свій перший мініальбом A Dream Of ILY:1 з головним треком «Twinkle, Twinkle».

## Учасниці
| Сценічний псевдонім | Сценічний псевдонім | Сценічний псевдонім | Справжнє ім'я | Справжнє ім'я  | Справжнє ім'я               | Дата народження           | Позиція у гурті                 |
| Українською         | Латиницею           | Хангилем            | Українською   | Латиницею      | Хан. / Яп. / Кит.           | Дата народження           | Позиція у гурті                 |
| ------------------- | ------------------- | ------------------- | ------------- | -------------- | --------------------------- | ------------------------- | ------------------------------- |
| Наю                 | Nayu                | 나유                | Кім Євон      | Kim Yewon      | 김예원                      | 23 липня 2002 (22 роки)   | Лідерка, головна вокалістка     |
| Хана                | Hana                | 하나                | Хаясе Хана    | Hayase Hana    | 早瀬 華 / 하야세 하나       | 27 лютого 2000 (25 років) | Головна танцюристка, вокалістка |
| Ара                 | Ara                 | 아라                | Лі Юнджі      | Lee Yun Ji     | 이윤지                      | 23 січня 2002 (23 роки)   | Вокалістка                      |
| Рона                | Rona                | 로나                | Чжань Цзін    | Zhāng Jìng     | 张竞                        | 5 червня 2002 (22 роки)   | Вокалістка                      |
| Ріріка              | Ririka              | 리리카              | Кішіда Ріріка | Kishida Ririka | 岸田 莉里花 / 키시다 리리카 | 2 липня 2002 (22 роки)    | Вокалістка                      |
| Елва                | Elva                | 엘바                | Лі Юнхва      | Lee Yonghwa    | 이용화 / 咏樺               | 5 травня 2003 (21 рік)    | Реперка, макне                  |

## Дискографія

### Мініальбоми
| Назва            | Деталі альбому | Пікові позиції у чартах | Продажі                 |
| Назва            | Деталі альбому | KOR                     | Продажі                 |
| ---------------- | --- | ----------------------- | ----------------------- |
| A Dream Of ILY:1 | - Реліз: 5 січня 2023 - Лейбл: FC ENM - Формат: CD, цифрове завантаження, стриминг Трек-лист 1. «Twinkle, Twinkle» (кор. 별꽃동화) 2. «Secret Recipe» 3. «Tasty» 4. «Thanks To…» 5. «Twinkle, Twinkle» (кор. 별꽃동화) (Inst.) 6. «Secret Recipe» (Inst.) 7. «Tasty» (Inst.) 8. «Thanks To…» (Inst.) | 38                      | - Південна Корея: 6,804 |
| New Chapter      | - Реліз: 25 липня 2023 - Лейбл: FC ENM - Формат: CD, цифрове завантаження, стриминг Трек-лист 1. «Shining Sky» 2. «(꽃이 피었습니다)" (Blossom) 3. «My Color» | 49                      | - Південна Корея: 2,560 |

### Сингл-альбоми
| Назва           | Деталі альбому | Пікові позиції у чартах | Продажі                  |
| Назва           | Деталі альбому | KOR                     | Продажі                  |
| --------------- | --- | ----------------------- | ------------------------ |
| Love in Bloom   | - Реліз: 4 квітня 2022 - Лейбл: FC ENM - Формат: CD, цифрове завантаження, стриминг Трек-лист 1. «Azalea» (кор. 아젤리아) 2. «Love in Bloom» (кор. 사랑아 피어라) 3. «Azalea» (кор. 아젤리아) (Inst.) 4. «Love in Bloom» (кор. 사랑아 피어라) (Inst.) | 17                      | - Південна Корея: 11,133 |
| Que Sera Sera   | - Реліз: 19 липня 2022 - Лейбл: FC ENM - Формат: CD, цифрове завантаження, стриминг Трек-лист 1. «Que Sera Sera» (кор. 케세라세라) 2. «Que Sera Sera» (кор. 케세라세라) (Inst.)                                                                       | 35                      | - Південна Корея: 6,490  |
| To My Boyfriend | - Реліз: 24 жовтня 2023 - Лейбл: FC ENM - Формат: цифрове завантаження, стриминг Трек-лист 1. (내 남자친구에게) «To My Boyfriend» 2. «To My Boyfriend English version» 3. (내 남자친구에게) «To My Boyfriend Instrumental»                            | В очікуванні            | В очікуванні             |

### Сингли
| Назва                                | Рік  | Пікові позиції у чартах | Пікові позиції у чартах | Альбом            |
| Назва                                | Рік  | KOR Down.               | US World                | Альбом            |
| ------------------------------------ | ---- | ----------------------- | ----------------------- | ----------------- |
| «Love in Bloom» (кор. 사랑아 피어라) | 2022 | 121                     | —                       | Love in Bloom     |
| «Que Sera Sera» (кор. 케세라세라)    | 2022 | 142                     | 6                       | Que Sera Sera     |
| «Twinkle, Twinkle» (кор. 별꽃동화)   | 2023 | 103                     | 10                      | A Dream Of ILY:1  |
| «MY COLOR»                           | 2023 | —                       | —                       | New Chapter       |
| «To My Boyfriend»                    | 2023 | —                       | —                       | Сингл без альбому |
| «IMMM»                               | 2024 | —                       | —                       | Сингл без альбому |

## Відеографія

### Музичні відео
| Назва             | Рік  | Режисер(и)           | Прим.  |
| ----------------- | ---- | -------------------- | ------ |
| «Love in Bloom»   | 2022 | Lee Sagan (Zanybros) | [ 19 ] |
| «Que Sera Sera»   | 2022 | Lee Sagan (Zanybros) | [ 20 ] |
| «Twinkle Twinkle» | 2023 | ZanyBros             | [ 21 ] |
| «MY COLOR»        | 2023 | ZanyBros             | [ 22 ] |
| «To My Boyfriend» | 2023 | Н/Д                  | [ 23 ] |
| «Blossom»         | 2023 | Zanybros             | [ 24 ] |

## Фільмографія

### Веб-шоу
| Рік  | Назва                 | Нотатки                 | Прим.  |
| ---- | --------------------- | ----------------------- | ------ |
| 2022 | ILY:0                 | Преддебютне реаліті-шоу | [ 25 ] |
| 2022 | Dancing Dol: Season 2 | Учасниці                |        |

## Нагороди і номінації
| Нагорода            | Рік  | Категорія                            | Номінант / робота | Результат    | Прим.  |
| ------------------- | ---- | ------------------------------------ | ----------------- | ------------ | ------ |
| Hanteo Music Awards | 2023 | Rookie of the Year (Female Category) | ILY:1             | В очікуванні | [ 26 ] |